# Eunephrops bairdii
Eunephrops bairdii es una especie de crustáceo decápodo de la familia Nephropidae. Es una langosta endémica del Mar Caribe. Se encuentra frente a las costas de Colombia y Panamá a profundidades entre 230 m y 360 m. Alcanza una longitud de hasta 20 cm (longitud del caparazón de 4-9 cm), pero aparentemente es demasiado escasa para la explotación comercial.